# Синяк, Юрий Емельянович
Юрий Емельянович Синяк — советский и российский химик, разработчик систем водообеспечения на космических летательных аппаратах.

## Биография
В 1955 году окончил Горьковский государственный университет по специальности «радиохимия».
В 1960 году ему присвоена учёная степень — кандидат химических наук, в 1977 году — учёное звание — профессор.
С 2009 года — академик Международной академии астронавтики, Российской академии космонавтики имени К. Э. Циолковского и Академии технологических наук РФ.
В настоящее время занимает должность Главного научного сотрудника Института народнохозяйственного прогнозирования РАН.
Заведующий отделом «Жизнеобеспечение человека в экстремальных условиях», заведующий лабораторией «Водообеспечение и мониторинг качества воды в экстремальных условиях» Института медико-биологических проблем РАН.

## Награды
- Заслуженный деятель науки Российской Федерации (1999)
- Заслуженный изобретатель Российской Федерации (1983)